# Actinopyga albonigra
Actinopyga albonigra е вид морска краставица от семейство Holothuriidae.

## Разпространение и местообитание
Видът е разпространен в Индонезия, Малайзия и Нова Каледония.
Среща се на дълбочина около 4 m.